# Wilber (Nebraska)
Wilber – miasto w Stanach Zjednoczonych, w stanie Nebraska, siedziba administracyjna hrabstwa Saline.